# Curdin Morell
Curdin Morell (Schulhaus, 9 de julio de 1963) es un deportista suizo que compitió en bobsleigh en la modalidad cuádruple. 
Participó en los Juegos Olímpicos de Albertville 1992, obteniendo una medalla de bronce en la prueba cuádruple (junto con Gustav Weder, Donat Acklin y Lorenz Schindelholz).
Ganó cuatro medallas en el Campeonato Mundial de Bobsleigh entre los años 1989 y 1991, y cuatro medallas en el Campeonato Europeo de Bobsleigh entre los años 1988 y 1991.

## Palmarés internacional
| Juegos Olímpicos   | Juegos Olímpicos           | Juegos Olímpicos  | Juegos Olímpicos |
| Año                | Lugar                      | Medalla           | Prueba           |
| ------------------ | -------------------------- | ----------------- | ---------------- |
| 1992               | Albertville (Francia)      | Medalla de bronce | Cuádruple        |
| Campeonato Mundial |                            |                   |                  |
| Año                | Lugar                      | Medalla           | Prueba           |
| 1989               | Cortina d'Ampezzo (Italia) | Medalla de oro    | Cuádruple        |
| 1990               | Sankt Moritz (Suiza)       | Medalla de oro    | Cuádruple        |
| 1991               | Altenberg (Alemania)       | Medalla de plata  | Doble            |
| 1991               | Altenberg (Alemania)       | Medalla de plata  | Cuádruple        |
| Campeonato Europeo |                            |                   |                  |
| Año                | Lugar                      | Medalla           | Prueba           |
| 1988               | Sarajevo (Yugoslavia)      | Medalla de bronce | Cuádruple        |
| 1990               | Igls (Austria)             | Medalla de oro    | Doble            |
| 1990               | Igls (Austria)             | Medalla de bronce | Cuádruple        |
| 1991               | Cervinia (Italia)          | Medalla de oro    | Cuádruple        |